# Parceiros globais da OTAN

Estados membros da OTAN e parceiros globais (azul claro)

Parceiros globais da OTAN, também chamada de ''Relações com parceiros em todo o mundo'', são países que não são membros da OTAN devido ao Artigo 10 que impede que países que não são Europa se aderem a aliança, mas que tem uma relação especial com a organização para promover a segurança e estabilidade internacional.
Os países que são parceiros globais estão no mesmo patamar dos países com um Plano de Ação de Parceria Individual (PAPI), no que diz a respeito ao trabalho em conjunto com os membros da OTAN. Esses países agem em conjunto com a OTAN em áreas de interesses mútuos, incluindo problemas de segurança e na contribuição ativa em operações tanto militarmente ou em alguma outra forma. Esses países trabalham em conjunto e cooperam com as Forças Armadas dos Estados Unidos e se beneficiam de outras vantagens, como militares e financeiras.
Não se deve igualar os Parceiros Globais da OTAN com os aliados importante extra-OTAN dos Estados Unidos, já que no caso dos aliados importantes extra-OTAN, é designado pelo governo americano, enquanto os Parceiros Globais da OTAN são de forma oficial pela aliança atlantista.   

## Benefícios
Nações nomeadas como Parceiros globais são elegíveis para os seguintes benefícios:
- Os parceiros têm acesso a programas de treinamento e exercícios conjuntos com forças aliadas, o que ajuda a melhorar suas capacidades militares e interoperabilidade com as forças da OTAN
- Envio de suporte técnico e logístico, auxiliando em áreas como modernização militar, defesa cibernética e estratégias de segurança avançadas
- Os parceiros podem participar de operações de paz e missões humanitárias conduzidas pela OTAN, promovendo estabilidade e segurança em diferentes partes do mundo.

## Membros
- Austrália
- Colômbia
- Iraque
- Japão
- Mongólia
- Nova Zelândia
- Paquistão
- Coreia do Sul

## Ex-Membros
- Afeganistão[3]

## Solicitação
- Argentina - Em 18 de abril de 2024, O ministro da Defesa da Argentina, Luis Petri, anunciou uma entrega de uma carta expressando o pedido da Argentina de se tornar um Parceiro Global da OTAN, alegando que queria ''modernizar e treinar as forças armadas do país acordo com os padrões da OTAN''.[4]